# 康奎斯特
康奎斯特（英語：Conquest）是美国纽约州卡尤加县的一个镇，地处卡尤加县西部，同时位于雪城以西。2010年美国人口普查时，该镇有1819人。最初的定居者于1800年左右到达此地。1821年，康奎斯特镇从加图镇分出，正式建立。